# BEP Empire/Get Original
BEP Empire/Get Original è un singolo del gruppo musicale statunitense Black Eyed Peas, pubblicato l'8 agosto 2000 come primo estratto dal secondo album in studio Bridging the Gap.
Il doppio singolo ha raggiunto la posizione numero 44 nella "Hot Rap Singles Chart". Get Original, inoltre, è cantata con la collaborazione vocale di Chali 2na.

## Video musicali

### BEP Empire
Nel video di BEP Empire si possono vedere i tre membri della band girare un video promozionale che promuove un prodotto che dovrebbe aiutare le persone a diventare "hip hop".

### Get Original
Il video di Get Original si svolge in un canyon vuoto, dove si possono vedere i membri del gruppo cantare e ballare.
Nella versione del video Chali 2na non si vede e Taboo canta la sua strofa.

## Tracce
Lato A
1. BEP Empire (radio edit)
2. BEP Empire (album version)
3. BEP Empire (instrumental)

Lato B
1. Get Original (radio edit)
2. Get Original (album version) (ft. Chali 2na)
3. Get Original (instrumental)